# Oberösterreichische Volkspartei
De Oberösterreichische Volkspartei (Nederlands: Opper-Oostenrijkse Volkspartij, OÖVP) is een Oostenrijkse politieke partij die deel uitmaakt van de Oostenrijkse Volkspartij (ÖVP) en actief is in de deelstaat Opper-Oostenrijk.
De OÖVP werd in 1945 opgericht en is sindsdien de belangrijkste regeringspartij van Opper-Oostenrijk. Bij de Landdagverkiezingen is de partij vrijwel altijd de grootste geweest, uitgezonderd de periode 1967–1973 toen de sociaaldemocratische SPÖ nipt groter was. Alle gouverneurs (Landeshauptleute) die de deelstaat na de Tweede Wereldoorlog heeft gehad, zijn voortgekomen uit de OÖVP.

## Verkiezingsuitslagen
De OÖVP behaalde de volgende resultaten bij de lokale verkiezingen voor de Landdag van Opper-Oostenrijk:
| Jaar | Percentage | Zetels  |
| ---- | ---------- | ------- |
| 1945 | 59,0%      | 30 / 48 |
| 1949 | 45,0%      | 23 / 48 |
| 1955 | 48,1%      | 25 / 48 |
| 1961 | 48,8%      | 25 / 48 |
| 1967 | 45,2%      | 23 / 48 |
| 1973 | 47,7%      | 28 / 56 |
| 1979 | 51,6%      | 29 / 56 |
| 1985 | 52,1%      | 30 / 56 |
| 1991 | 45,2%      | 26 / 56 |
| 1997 | 42,7%      | 25 / 56 |
| 2003 | 43,4%      | 25 / 56 |
| 2009 | 46,8%      | 28 / 56 |
| 2015 | 36,4%      | 21 / 56 |
| 2021 | 37,6%      | 22 / 56 |